# Osvit (Mostar)
Osvit je časopis za književnost, kulturu i društvene teme Društva hrvatskih književnika Herceg-Bosne. Izlazi od 1995. u Mostaru.
Ritmom izlaženja je bio neredovit; jedno vrijeme je izlazio kao tromjesečnik, jedno vrijeme kao polugodišnjak.
Do 17. siječnja 2007., na čelu uredničkog vijeća je bio Veselko Koroman. 
Staro uredništvo činili su Zdravko Kordić, glavni i odgovorni urednik, Vjekoslav Boban, Borislav Arapović, a u uredničkom su vijeću bili još Marko Martinović, Šimun Musa i Krešimir Šego. Nakon odluke UO od 7. listopada 2005. postavljeno je novo uredništvo u kojem su glavni urednik Antun Lučić, Ružica Soldo, Miljenko Stojić i Andrija Vučemil.
U svom programu Osvit ima zadaće zalagati se za „afirmaciju hrvatske književnosti, baštine, za općekulturologijsku i aktualnu društvovnu temetiku, za afirmaciju mladih književnika, te će donositi vrijedne prijevode iz svjetske književne i kulturne baštine i suvremenosti.”
Uz književna djela (pretežno kratkih književnih vrsta) objavljuje i znanstvene i stručne radove.